# Нехај (брдо)
Нехај је назив за брдо које се налази изнад града Сења. 
Назив Нехај долази од појма не хајати, што би у данашњем контексту могло да значи као Не брини или не мари. 
Ово брдо је добило такав назив од стране Ускока који су на њему саградили тврђаву Нехај у одбрамбене сврхе. Брду су дали то име јер су њиме хтели да нагласе грађанима града Сења, и свима онима који су живели у близини града Сења, да се не брину или да не маре да ће неко освојити ово брдо, односно тврђаву Нехај, док су год они на њему у својој тврђави. 
То се у овом случају и обистинило јер док је год на брду било Ускока, ни један нападач није успео да га освоји, што је уједно и значило сигурност за град Сењ који се налази у подножју брда. Самим градитељима тврђаве једини и основни циљ је био одбрана града и ометање Млечана и Турака у њиховим продора и освајања. 
Тврђава је изграђена 1558. године под надзором капетана и генерала хрватске Војне крајине Ивана Ленковића и капетана Хербарта. 